# Carlos Calleja
Juan Carlos Calleja (San Salvador, 11 de febrero de 1976) es un empresario y político salvadoreño. Actualmente es vicepresidente del Grupo Calleja —propietario de la mayor cadena de supermercados (Super Selectos) en El Salvador— y excandidato a la Presidencia de la República por el partido Alianza Republicana Nacionalista (ARENA) para la elección presidencial de 2019.

## Formación y familia
Calleja es nieto de Daniel Calleja, un inmigrante español que incursionó en los años 50 en el negocio de las tiendas minoristas y fundador de la marca Super Selectos, e hijo de Francisco Calleja, también español de nacimiento y promotor de la expansión y consolidación a finales del siglo XX de la marca como la principal en el rubro de supermercados en El Salvador. En 2008 la cadena Super Selectos liderada por los Calleja formó una alianza estratégica junto a otras cadenas de supermercados centroamericanas y de Panamá para elaborar una estrategia de negocios consolidada ante el avance en el mercado regional de Walmart. Carlos Calleja ha sido presidente de esta alianza desde 2010.
Es licenciado en artes liberales por el Middlebury College de Vermont (Estados Unidos), donde se graduó en 1999, y posee también una maestría en Administración de Empresas de la Stern School of Business (Universidad de Nueva York) obtenida en 2005. Durante su estancia en los Estados Unidos fue vicepresidente de FreshDirect, una tienda en línea de comestibles especializada en la entrega a domicilio de sus productos.
Ejerció entre 2013 y 2017 como miembro de la Junta Directiva de la Fundación Salvadoreña para el Desarrollo Económico y Social (Fusades), además de pertenecer a la  Organización de Presidentes Jóvenes (YPO en inglés), capítulo El Salvador desde el año 2002. Es presidente desde 2014 de la Fundación Calleja, una organización sin fines de lucro dedicada a la construcción de desarrollo social sostenible mediante la inversión en educación, salud y medio ambiente.
Está casado con Andrea Lima Guirola de Calleja, con quien contrajo matrimonio el 21 de octubre de 2011.
En 2024, adquiere el 85% de las acciones del colombiano Grupo Éxito una de las cadenas de supermercados más grandes de Colombia y Sudamérica convirtiéndose el primer extranjero en convertirse presidente de dicha empresa colombiana. 

## Carrera política
Calleja ha estado afiliado al partido de derecha Alianza Republicana Nacionalista (ARENA) desde el año 2013, momento en el cual su nombre era mencionado como presidenciable en varios círculos de afiliados para las elecciones de 2014; aunque finalmente el candidato para dichas elecciones sería el entonces alcalde de San Salvador, Norman Quijano, quien sería derrotado por el candidato del oficialista del Frente Farabundo Martí para la Liberación Nacional y entonces vicepresidente Salvador Sánchez Cerén en una disputada segunda vuelta electoral. 
El 3 de julio de 2017, Calleja presentó en un evento desarrollado en el Museo Nacional de Antropología su proyecto "Nueva Visión de País", destinado a elaborar un programa político con miras a participar en la elección interna de ARENA que se celebraría en 2018 y que definiría al candidato del partido de derecha en la elección presidencial de 2019.
Oficializó su precandidatura el 10 de noviembre de 2017 al realizar su inscripción ante la Comisión Electoral Nacional de ARENA, y resultó elegido el 22 de abril de 2018 para representar al partido de derecha tras obtener el 60.8% de los votos emitidos por los 58 874 afiliados que participaron en la elección primaria, derrotando a los también empresarios Javier Simán y Gustavo López Davidson. Compitió en contienda electoral junto con Carmen Aída Lazo del PCN como compañera de fórmula presidencial en las Elecciones Presidenciales de 2019, en las cuales resultó derrotado por la fórmula de Nayib Bukele y Félix Ulloa propuesta por el partido GANA, con unos porcentajes del 31.775 % y 53.0027 % respectivamente.